# جامع الحق (الأنبار)
جامع الحق من مساجد العراق الحديثة في محافظة الأنبار ويقع في قضاء الرمادي، في منطقة الملعب قرب الحي الصناعي، والجامع مستلم من قبل ديوان الوقف السني في العراق وحالته مضبوطة، وبني في عام 1419 هـ/1998م، ولقد شيد وبني على نفقة بعض المحسنين، وهو من المساجد الكبيرة حيث تبلغ مساحته 2500م2، وفيهِ مصلى حرم واسع تبلغ مساحته 1000م2، ويتسع لأكثر من 1000مصل، وتقام فيه صلاة الجمعة وصلاة العيدين والصلوات الخمس.
ويحتوي الجامع على غرفتان للإمام والخطيب وخدم المسجد، وهو مصمم بواجهة عمرانية حديثة، وتعلوه قبة زرقاء كبيرة، ومقابل الحرم حديقة ومبنى منارة مئذنة عالية شيدت بتصميم معماري حديث.